# Nächte des Grauens (1916)
Nächte des Grauens ist ein deutscher Grusel- und Kriminalstummfilm aus dem Jahre 1916 von Arthur Robison mit Lu Synd und Werner Krauß in den Hauptrollen.

## Handlung
Über den Inhalt ist kaum etwas bekannt. Im Zentrum des Geschehens steht ein extrem eifersüchtiger Artist, der in ein Affenkostüm schlüpft und all diejenigen Männer umbringt, die seiner Frau, einer Artistin, zu nahe kommen.

## Produktionsnotizen
Nächte des Grauens wurde in der zweiten Jahreshälfte 1916 gedreht, passierte im Dezember 1916 die Zensur und wurde, je nach Quelle, am 7. oder am 9. Februar 1917 im Motivhaus uraufgeführt. Der vieraktige Film besaß eine Länge von 1120 Metern. Ein Jugendverbot wurde ausgesprochen.
Nächte des Grauens wird, vor allem in englischsprachigen Quellen, häufig als „erster Vampirfilm“ deklariert. Dies scheint jedoch, nach der minimalen Inhaltsangabe in The Early German Cinema Database zu urteilen, nicht der Fall zu sein.
Nächte des Grauens war nicht Robisons Regiedebüt, wie häufig zu lesen ist, sondern bereits seine zweite Filmregie. Sein Debüt gab er ebenfalls 1916 mit einem weiteren Lu Synd-Film, Des nächsten Weib.